# Семенов Борис Олександрович
Борис Олександрович Семенов (22 січня 1890, місто Санкт-Петербург, тепер Російська Федерація — розстріляний 30 жовтня 1937, Москва) — український радянський партійний діяч. Член ВУЦВК. Член ЦК КП(б)У в грудні 1925 — січні 1934 р. Кандидат в члени Політичного бюро ЦК КП(б)У в грудні 1925 — листопаді 1927 р. Член Політичного бюро ЦК КП(б)У в листопаді 1927 — березні 1931 р. Кандидат в члени ЦК ВКП(б) в грудні 1925 — жовтні 1937 р.

## Біографія
Народився в родині робітника залізниці. У 1902–1904 р. — розсильний приватних магазинів купців у місті Санкт-Петербурзі. У 1904–1905 р. — юнга вітрильної шхуни «Восток» судновласника Кошкіна. У 1905–1906 р. — робітник пекарні товариства споживачів робітників чавуноливарних і механічних заводів Сан-Галлі у Санкт-Петербурзі. У 1906–1907 р. — чорнороб складу Санкт-Петербурзького економічного товариства споживачів.
Член РСДРП(б) з 1907 року.
У 1907–1908 р. — підручний прикажчика в магазинах Санкт-Петербургу. У 1908–1909 р. — на професійній підпільній партійній роботі. У 1909–1910 р. — ув'язнений тюрми у Санкт-Петербурзі.
У жовтні 1910 — березні 1917 р. — політичний засланець на золотих копальнях в селах Тутура і Мухтуйське Верхньоленського і Кіренського повітів Іркутської губернії. У 1916 році нелегально перебрався у місто Томськ, де закінчив екстерном чотирикласне міське училище. У 1917 році закінчив перший курс технікуму Товариства професорів та викладачів у Томську.
У квітні — жовтні 1917 р. — секретар Петроградського міського відділення профспілки торгових та конторських службовців. У жовтні 1917 — березні 1919 р. — голова Ради робітничих і червоногвардійських депутатів Спаського району міста Петрограда.
У квітні 1919 — травні 1920 р. — військовий комісар бригади, дивізії, голова революційного трибуналу, член Революційної військової ради (РВР) 7-ї армії РСЧА.
У червні 1920 — березні 1921 р. — організатор району Петроградського районного комітету РКП(б). У березні — листопаді 1921 р. — голова Петроградської губернської надзвичайної комісії (ЧК).
У лютому 1922 — січні 1924 р. — секретар Промислового районного комітету РКП(б) на Ленських копальнях в місті Бодайбо Сибірського краю. У лютому — червні 1924 р. — член розвідувальної експедиції ВРНГ на золотих копальнях ріки Алдан Якутської АРСР. У липні 1924 — квітні 1925 р. — заступник голови тресту «Лензолото».
У травні — серпні 1925 р. — заступник завідувача організаційного відділу Московського міського комітету РКП(б).
У серпні 1925 — жовтні 1927 р. — відповідальний секретар Луганського окружного комітету КП(б)У.
У жовтні 1927 — вересні 1930 р. — відповідальний секретар Дніпропетровського окружного комітету КП(б)У. У вересні 1930 — березні 1931 р. — відповідальний секретар Дніпропетровського міського комітету КП(б)У.
У березні 1931 — січні 1933 р. — 2-й секретар Середньоазіатського бюро ЦК ВКП(б) у місті Ташкенті.
У лютому 1933 — грудні 1936 р. — 1-й секретар Кримського обласного комітету ВКП(б).
У грудні 1936 — серпні 1937 р. — 1-й секретар Сталінградського крайового комітету ВКП(б).
Заарештований у Москві 8 вересня 1937 року. Розстріляний 30 жовтня 1937 року та похований на Донському кладовищі Москви.

## Нагороди
- орден Леніна (15.03.1935)